# Flacken, Västmanland
Flacken är en sjö i Hällefors kommun i Västmanland och ingår i Norrströms huvudavrinningsområde.